# Back to Basics Tour
Back to Basics Tour là chuyến lưu diễn thứ tư của nghệ sĩ thu âm người Mỹ Christina Aguilera. Chuyến lưu diễn nhằm quảng bá cho album phòng thu thứ tư của cô là Back to Basics. Nó thu về 90 triệu đô với tổng số 82 buổi biểu diễn. Và đã đi qua Bắc Mỹ, châu Âu, châu Á và châu Đại Dương.

## Các màn trình diễn
1. "Intro: Back to Basics" (Video Introduction)
2. "Ain't No Other Man"
3. "Back in the Day"
4. "Understand"
5. "Come On Over (All I Want Is You)"
6. "Slow Down Baby"
7. "Still Dirrty" (contains excerpts from "Can't Hold Us Down")
8. "I Got Trouble" (Video Interlude)
9. "Makes Me Wanna Pray"
10. "What a Girl Wants"
11. "Oh Mother"
12. "Enter the Circus" (Video/Dance Interlude)
13. "Welcome"
14. "Dirrty" (contains elements of "Cell Block Tango" and "Entrance of the Gladiators")
15. "Candyman"
16. "Nasty Naughty Boy"
17. "Hurt"
18. "Lady Marmalade"

Encore:
1. "Thank You (Dedication to Fans...)" (Video Interlude)
2. "Beautiful"
3. "Fighter"

## Ngày lưu diễn
| Ngày                      | Thành phố          | Quốc gia     | Địa điểm                            |
| ------------------------- | ------------------ | ------------ | ----------------------------------- |
| Châu Âu                   |                    |              |                                     |
| ngày 17 tháng 11 năm 2006 | Sheffield          | Anh          | Hallam FM Arena                     |
| ngày 20 tháng 11 năm 2006 | Belfast            | Bắc Ireland  | Odyssey Arena                       |
| ngày 21 tháng 11 năm 2006 | Dublin             | Ireland      | Point Theatre                       |
| ngày 23 tháng 11 năm 2006 | Manchester         | Anh          | Manchester Evening News Arena       |
| ngày 24 tháng 11 năm 2006 | Newcastle          | Anh          | Metro Radio Arena                   |
| ngày 26 tháng 11 năm 2006 | Birmingham         | Anh          | National Exhibition Centre          |
| ngày 29 tháng 11 năm 2006 | London             | Anh          | Wembley Arena                       |
| ngày 30 tháng 11 năm 2006 | London             | Anh          | Wembley Arena                       |
| ngày 2 tháng 12 năm 2006  | Rotterdam          | Hà Lan       | The Ahoy                            |
| ngày 3 tháng 12 năm 2006  | Antwerp            | Bỉ           | Sportpaleis                         |
| ngày 5 tháng 12 năm 2006  | Frankfurt          | Đức          | Festhalle Frankfurt                 |
| ngày 6 tháng 12 năm 2006  | Paris              | Pháp         | Cung thể thao Paris-Bercy           |
| ngày 8 tháng 12 năm 2006  | Oberhausen         | Đức          | König Pilsener Arena                |
| ngày 11 tháng 12 năm 2006 | Hamburg            | Đức          | Color Line Arena                    |
| ngày 13 tháng 12 năm 2006 | Stuttgart          | Đức          | Hanns-Martin-Schleyer-Halle         |
| ngày 14 tháng 12 năm 2006 | Zürich             | Thụy Sĩ      | Hallenstadion                       |
| ngày 16 tháng 12 năm 2006 | Viên               | Áo           | Wiener Stadthalle                   |
| ngày 17 tháng 12 năm 2006 | Praha              | Cộng hòa Séc | Tesla Arena                         |
| Bắc Mỹ                    |                    |              |                                     |
| ngày 20 tháng 2 năm 2007  | Houston            | Hoa Kỳ       | Trung tâm Toyota                    |
| ngày 21 tháng 2 năm 2007  | Dallas             | Hoa Kỳ       | Trung tâm American Airlines         |
| ngày 23 tháng 2 năm 2007  | Omaha              | Hoa Kỳ       | Qwest Center Omaha                  |
| ngày 24 tháng 2 năm 2007  | Kansas City        | Hoa Kỳ       | Kemper Arena                        |
| ngày 26 tháng 2 năm 2007  | Denver             | Hoa Kỳ       | Pepsi Center                        |
| ngày 28 tháng 2 năm 2007  | Glendale           | Hoa Kỳ       | Jobing.com Arena                    |
| ngày 2 tháng 3 năm 2007   | San Diego          | Hoa Kỳ       | iPayOne Center                      |
| ngày 3 tháng 3 năm 2007   | Las Vegas          | Hoa Kỳ       | Mandalay Bay Events Center          |
| ngày 5 tháng 3 năm 2007   | Anaheim            | Hoa Kỳ       | Honda Center                        |
| ngày 6 tháng 3 năm 2007   | Los Angeles        | Hoa Kỳ       | Trung tâm Staples                   |
| ngày 9 tháng 3 năm 2007   | Oakland            | Hoa Kỳ       | Oracle Arena                        |
| ngày 10 tháng 3 năm 2007  | San Jose           | Hoa Kỳ       | HP Pavilion at San Jose             |
| ngày 12 tháng 3 năm 2007  | Vancouver          | Canada       | General Motors Place                |
| ngày 14 tháng 3 năm 2007  | Edmonton           | Canada       | Rexall Place                        |
| ngày 15 tháng 3 năm 2007  | Calgary            | Canada       | Pengrowth Saddledome                |
| ngày 17 tháng 3 năm 2007  | Winnipeg           | Canada       | MTS Centre                          |
| ngày 19 tháng 3 năm 2007  | Saint Paul         | Hoa Kỳ       | Xcel Energy Center                  |
| ngày 23 tháng 3 năm 2007  | Thành phố New York | Hoa Kỳ       | Madison Square Garden               |
| ngày 25 tháng 3 năm 2007  | Toronto            | Canada       | Air Canada Centre                   |
| ngày 26 tháng 3 năm 2007  | Ottawa             | Canada       | Scotiabank Place                    |
| ngày 28 tháng 3 năm 2007  | Montreal           | Canada       | Bell Centre                         |
| ngày 30 tháng 3 năm 2007  | Boston             | Hoa Kỳ       | TD Garden                           |
| ngày 31 tháng 3 năm 2007  | Atlantic City      | Hoa Kỳ       | Boardwalk Hall                      |
| ngày 2 tháng 4 năm 2007   | Washington, D.C.   | Hoa Kỳ       | Verizon Center                      |
| ngày 3 tháng 4 năm 2007   | Philadelphia       | Hoa Kỳ       | Wachovia Center                     |
| ngày 5 tháng 4 năm 2007   | East Rutherford    | Hoa Kỳ       | Continental Airlines Arena          |
| ngày 7 tháng 4 năm 2007   | Uniondale          | Hoa Kỳ       | Nassau Coliseum                     |
| ngày 9 tháng 4 năm 2007   | Auburn Hills       | Hoa Kỳ       | The Palace of Auburn Hills          |
| ngày 11 tháng 4 năm 2007  | Uncasville         | Hoa Kỳ       | Mohegan Sun Arena                   |
| ngày 13 tháng 4 năm 2007  | Cleveland          | Hoa Kỳ       | Quicken Loans Arena                 |
| ngày 14 tháng 4 năm 2007  | Pittsburgh         | Hoa Kỳ       | Mellon Arena                        |
| ngày 20 tháng 4 năm 2007  | Milwaukee          | Hoa Kỳ       | Bradley Center                      |
| ngày 21 tháng 4 năm 2007  | Rosemont           | Hoa Kỳ       | Allstate Arena                      |
| ngày 24 tháng 4 năm 2007  | Manchester         | Hoa Kỳ       | Verizon Wireless Arena              |
| ngày 25 tháng 4 năm 2007  | Providence         | Hoa Kỳ       | Dunkin' Donuts Center               |
| ngày 27 tháng 4 năm 2007  | Hartford           | Hoa Kỳ       | Hartford Civic Center               |
| ngày 29 tháng 4 năm 2007  | Baltimore          | Hoa Kỳ       | 1st Mariner Arena                   |
| ngày 2 tháng 5 năm 2007   | Duluth             | Hoa Kỳ       | The Arena tại Trung tâm Gwinnett    |
| ngày 4 tháng 5 năm 2007   | Tampa              | Hoa Kỳ       | St. Pete Times Forum                |
| ngày 5 tháng 5 năm 2007   | Ft. Lauderdale     | Hoa Kỳ       | BankAtlantic Center                 |
| Châu Á                    |                    |              |                                     |
| ngày 18 tháng 6 năm 2007  | Osaka              | Nhật Bản     | Hội trường Osaka-jō                 |
| ngày 20 tháng 6 năm 2007  | Tokyo              | Nhật Bản     | Nippon Budokan                      |
| ngày 21 tháng 6 năm 2007  | Tokyo              | Nhật Bản     | Nippon Budokan                      |
| ngày 23 tháng 6 năm 2007  | Seoul              | Hàn Quốc     | Nhà thi đấu Thể dục dụng cụ Olympic |
| ngày 24 tháng 6 năm 2007  | Seoul              | Hàn Quốc     | Nhà thi đấu Thể dục dụng cụ Olympic |
| ngày 26 tháng 6 năm 2007  | Thượng Hải         | Trung Quốc   | Shanghai Indoor Stadium             |
| ngày 28 tháng 6 năm 2007  | Bangkok            | Thái Lan     | Impact Arena                        |
| ngày 30 tháng 6 năm 2007  | Kallang            | Singapore    | Sân vận động trong nhà Singapore    |
| ngày 3 tháng 7 năm 2007   | Hong Kong          | Hong Kong    | AsiaWorld–Arena                     |
| ngày 6 tháng 7 năm 2007   | Manila             | Philippines  | Fort Bonifacio                      |
| Châu Đại Dương            |                    |              |                                     |
| ngày 13 tháng 7 năm 2007  | Perth              | Úc           | Burswood Dome                       |
| ngày 14 tháng 7 năm 2007  | Perth              | Úc           | Burswood Dome                       |
| ngày 17 tháng 7 năm 2007  | Adelaide           | Úc           | Adelaide Entertainment Centre       |
| ngày 18 tháng 7 năm 2007  | Adelaide           | Úc           | Adelaide Entertainment Centre       |
| ngày 20 tháng 7 năm 2007  | Brisbane           | Úc           | Brisbane Entertainment Centre       |
| ngày 21 tháng 7 năm 2007  | Brisbane           | Úc           | Brisbane Entertainment Centre       |
| ngày 24 tháng 7 năm 2007  | Sydney             | Úc           | Sydney Entertainment Centre         |
| ngày 25 tháng 7 năm 2007  | Sydney             | Úc           | Sydney Entertainment Centre         |
| ngày 27 tháng 7 năm 2007  | Melbourne          | Úc           | Rod Laver Arena                     |

Những buổi biểu diễn bị hủy
- 29 tháng 7 năm 2007 và 30 tháng 7 năm 2007 Melbourne, Úc Rod Laver Arena
- 2 tháng 8 năm 2007 và 3 tháng 8 năm 2007 Auckland, New Zealand Vector Arena [6]

### Giải thưởng năm 2007
| Lễ trao giải             | Giải thưởng         | Kết quả |
| ------------------------ | ------------------- | ------- |
| Billboard Touring Awards | Breakthrough Artist | Đề cử   |
| Billboard Touring Awards | Top Package         | Đề cử   |
| MTV Asia Awards          | Best Tour           | Đề cử   |

## Thu hình
Tất cả các buổi biểu diễn đều được ghi hình lại do Aguilera nói cô muốn thu thập vào "bộ sưu tập cá nhân" của mình; Tuy nhiên, một DVD với tựa đề Back to Basics: Live and Down Under vừa xuất xưởng vào ngày 5 tháng 2 năm 2008 đã đạt vị trí số 1 và trụ ở đó suốt 2 tuần. Cũng như Stripped Live in the UK, trong đó là một buổi biểu diễn hoàn chỉnh ở Adelaide, cùng với một số đoạn nhỏ ở Sydney và những đoạn phỏng vấn với Aguilera, Jordan Bratman, ban nhạc và ê-kíp thực hiện.
DVD ban đầu được dự định phát hành vào ngày 10 tháng 12 năm 2007 tại Liên hiệp Anh và một tuần sau đó là ở Hoa Kỳ, nhưng Aguilera phải hoãn ngày phát hành vì trong một đoạn phỏng vấn trong DVD cô có nhắc đến việc mình mang thai, mà trước đó cô đã ký hợp đồng thỏa thuận với một tờ tạp chí rằng sẽ không nói về cái thai trong bụng trước ngày xuất bản của tạp chí đó.
Ở Liên hiệp Anh còn có phát hành một bản Vinyl LP.

## Nghệ sĩ biểu diễn mở màn
- Nizlopi (Châu Âu) (select venues)
- Akala (Châu Âu) (select venues)
- Jan Delay (Châu Âu) (select venues)
- Kaye Styles (Hà Lan và Bỉ)
- Bob Sinclar (Châu Âu) (select venues)
- Pussycat Dolls (Bắc Mỹ)
- Danity Kane (Hoa Kỳ)
- Ivy (Châu Á) (select venues)
- Lee Min Woo (Châu Á) (select venues)
- Mikey Bustos (Châu Á) (select venues)
- Kris Lawrence (Philippines) (select venues)
- Philippine All Star Dancers (Philippines) (select venues)
- Lowrider (Úc)
- Potap (Châu Âu) (select venues) [10]
- Nastya Kamenskikh (Châu Âu) (select venues) [10]

## Đội ngũ thực hiện
- Đạo diễn cho tour: Jamie King
- Đạo diễn âm nhạc: Rob Lewis
- Biên đạo múa: Jeri Slaughter
- Thiết kế trang phục: Roberto Cavalli
- Tiếp thị cho chuyến lưu diễn: AEG Live
- Nhà tài trợ: Verizon Wireless, Orange, Sony Ericsson

### Ban nhạc
- Guitar: Tariqh Akoni and Errol Cooney
- Bass: Ethan Farmer
- Trống: Brian Frasier-Moore
- Saxophone: Randy Ellis and Miguel Gandelman
- Vũ công: Paul Kirkland, Kiki Ely, Tiana Brown, Dres Reid, Gilbert Saldivar, Monique Slaughter, Nikki Tuazon, Marcel Wilson and Jeri Slaughter
- Trumpet: Ray Monteiro
- Trombone: Garrett Smith
- Nhạc cụ gõ: Ray Yslas
- Hát bè: Sha'n Favors, Sasha Allen (ở Bắc Mỹ và châu Á Thái Bình Dương), Erika Jerry and Belle Johnson (ở châu Âu)

### Crew
- Tạo mẫu trang phục: Simone Harouche
- Tạo mẫu tóc và trang điểm: Steve Sollitto
- Thiết kế video dùng trong chuyến lưu diễn: Dago Gonzalez for Veneno, Inc.